# スティーブ・マコネル
スティーブ・マコネル（Steve McConnell）は、アメリカ合衆国のソフトウェア工学者である。ワシントン州・ベルビューのソフトウェアコンサルティング会社Construx Software Inc.の創業者であり会長を務める。
『Code Complete』などのソフトウェア開発に関する書籍を執筆し、Dr. Dobb's Journalが選出する、その年の最も優れた技術書に贈られるJolt Awardを2度受賞している。

## 経歴
ウィットマン・カレッジで学士号を取得後、1991年にシアトル大学でソフトウェア工学の修士号を取得した。
1996年にConstrux Software Inc.を創業してCEO兼チーフソフトウェアエンジニアを務め、マイクロソフト、ボーイングなどのソフトウェアプロジェクトに従事した。また、SWEBOKのソフトウェア構築の知識エリアのリーダーであった。
1999年から2002年までIEEE Softwareで編集長を務めた。2002年には、IEEE Computer Societyから長年の功績をたたえられ、Golden Coreが贈られた。
2004年には、シアトル大学の卒業生に贈られるProfessional Achievement Awardを受賞した。

## 著作
- 『コード・コンプリート』アスキー出版、1994年8月。ISBN 978-4756102102。
- 『ソフトウェアプロジェクトサバイバルガイド』日経BPソフトプレス、1998年3月。ISBN 978-4891000004。（新訳版:2005年、ISBN 978-4891004767）
- 『ラピッド デベロップメント』アスキー出版、1998年6月1日。ISBN 978-4756108036。
- 『ソフトウェア開発プロフェッショナル』日経BP社、2005年1月24日。ISBN 978-4822282158。
- 『コード・コンプリート 上』（第2版）日経BPソフトプレス、2005年3月28日。ISBN 978-4891004552。
- 『コード・コンプリート 下』（第2版）日経BPソフトプレス、2005年3月28日。ISBN 978-4891004569。
- 『ソフトウェア見積り ～人月の暗黙知を解き明かす～』日経BP社、2006年10月10日。ISBN 978-4891005221。
- 『More Effective Agile : "ソフトウェアリーダー"になるための28の道標』日経BP社、2020年6月。ISBN 978-4-8222-8658-3。